# John Stuart Mill
John Stuart Mill (ur. 20 maja 1806 w Pentonville, w Londynie, zm. 8 maja 1873 w Awinionie) – angielski filozof, politolog i ekonomista. W filozofii był pierwotnie kontynuatorem tradycji utylitaryzmu. W politologii i ekonomii był teoretykiem i przedstawicielem liberalizmu. Uważany jest za twórcę liberalizmu demokratycznego. Żonaty z Harriet Taylor Mill, z którą wspólnie napisał Poddaństwo kobiet – jedno z najważniejszych dzieł krytykujących nierówność płci.
Jego dzieło Principles of Political Economy: With Some of Their Applications to Social Philosophy (pol. Zasady ekonomii politycznej i niektóre jej zastosowania do filozofii społecznej) umieszczone zostało w Index librorum prohibitorum dekretem z 1856 roku.

## Życie i dzieło
Urodził się w Londynie w 1806 roku . Jego ojciec James Mill był jednym z twórców utylitaryzmu i wychowywał syna w duchu tego systemu filozoficznego. Ojciec wychowywał go sam, separując Johna niemal całkowicie od otoczenia. Od najmłodszych lat narzucił synowi ostry reżim wychowawczy, który koncentrował się na jego edukacji i niemal całkowicie ignorował jego rozwój fizyczny i emocjonalny. W wieku 3 lat Mill rozpoczął naukę greki, w wieku 8 lat łaciny, w wieku 12 lat przyswoił cały kanon klasyczny, algebrę, a także dzieła szkockich i angielskich historyków . W 1820 r. został wysłany do Francji . Wyjazd ten miał istotne znaczenie z powodu nawiązania przez niego kontaktu z Sayem, słynnym ekonomistą francuskim, i Henri de Saint-Simonem, przedstawicielem socjalistów utopijnych. Po powrocie z Francji w wieku 15 lat rozpoczął prace nad pierwszym systemem filozoficznym .
John w wieku 17 lat zaczął pracować w Kompanii Wschodnioindyjskiej (East India Company) – urzędzie sprawującym nadzór nad Indiami, gdzie jego zwierzchnikiem był ojciec . Pracował tam aż do emerytury, stając się w końcu jednym z dyrektorów Kompanii. W wieku 18 lat John został jednym z założycieli Towarzystwa Utylitarystów w Londynie. W wieku 20 lat John przeżył ciężkie załamanie nerwowe i psychiczne , z którego wyciągnęła go Harriet Taylor, z którą później związał się na stałe, a po śmierci jej męża, w roku 1851, oficjalnie poślubił. Po okresie załamania wyzwolił się spod wpływu ojca i napisał w swoje pierwsze dzieło – Autobiografię, która została wydana po raz pierwszy w 1873, w kilka miesięcy po śmierci Milla. Ukazała się też kilkakrotnie w polskim przekładzie.
Mill interesował się ekonomią i polityką, tworząc podstawy współczesnego liberalizmu. Pod koniec życia stał się nieformalnym liderem Partii Liberalnej. Z ramienia tej partii był w latach 1865–1868 członkiem Izby Gmin brytyjskiego parlamentu . Jego ważniejsze dzieła to: System logiki dedukcyjnej i indukcyjnej (System of Logic, Ratiocinative and Inductive), O wolności (On Liberty), Uwagi o rządzie reprezentatywnym (Considerations on Representative Government) oraz Poddaństwo kobiet (The Subjection of Women, 1869). Ostatnie lata, po wczesnej śmierci żony, spędził w osamotnieniu. Zmarł we Francji w roku1873 .

## Poglądy filozoficzne
Poglądy filozoficzne Johna Milla dzielą się na dwa okresy. We wczesnym okresie był on zdecydowanym zwolennikiem utylitaryzmu i kontynuatorem brytyjskiego empiryzmu (był spadkobiercą Bacona, Hobbesa, Newtona i Locke’a).
W poglądach Milla można wyróżnić trzy rodzaje empiryzmu:
- empiryzm genetyczny (wszelka wiedza jednostki ludzkiej pochodzi wyłącznie z doświadczenia, a jej sądy są nabyte)
- empiryzm epistemologiczny (jedynym kryterium wiedzy jest doświadczenie)
- empiryzm metodologiczny (prawdziwe twierdzenia naukowe mogą być wypracowane tylko dzięki doświadczeniu; doświadczenie warunkuje prawomocność; Mill nawet matematyce odmawiał charakteru apriorycznego).

Pomimo że te trzy empiryzmy występowały u Milla jednocześnie, to jednak on sam nie określił swojej filozofii mianem empirystycznej – nazywał ją experentialism. Termin empirystyczny traktował bowiem jako sposób błędnego i pochopnego uogólniania, który ma niewiele wspólnego z metodami nauki. Dziś nie ma wątpliwości, że filozofia Milla jest filozofią empirystyczną.
Za najważniejsze dzieło tego okresu uważa się „System logiki” (System of Logic, Ratiocinative and Inductive), w którym sprecyzował i przystosował koncepcję empirycznej teorii poznania do zastosowania w ramach utylitaryzmu. Kilka myśli zawartych w tym dziele stało się podstawą współczesnej logiki matematycznej. Były to:
- pierwsza próba uściślenia pojęć tradycyjnej logiki Arystotelesa, w formie diagramów, schematów i oznaczeń symbolicznych,
- koncepcja odejścia od „magicznego” traktowania logiki i matematyki na rzecz poglądu, że są to swoiste „metajęzyki”, które można w dowolny, ale nie sprzeczny sposób przystosowywać do potrzeb użytkownika,
- próba uporządkowania zasad rozumowania indukcyjnego w postaci tzw. kanonów Milla.

W drugim okresie poglądy Johna Milla przeszły (w dużym stopniu na skutek kontaktu z dziełami Comte’a) w teorii poznania bardziej na pozycje naturalistyczne, a w etyce zbliżył się do pozycji neokantowskich.

## Logika
Wychodząc ze stanowiska empiryzmu, Mill uznawał, że pojęcia ogólne nie są nam poznawczo dane bezpośrednio, lecz są poprzedzane jakimś doświadczeniem. Doświadczenia zaś są zawsze doświadczeniami jednostkowymi, stąd tylko dzięki rozumowaniu indukcyjnemu możemy dojść do twierdzeń ogólnych. Dedukcja, jako kolejny sposób aktywności poznawczej człowieka jest według Milla jak najbardziej możliwa, lecz jest wtórna wobec indukcji, ponieważ indukcja wywodzi twierdzenia ogólne, które następnie stanowią pożywkę dla dedukowania kolejnych twierdzeń. Ze względu na uprzywilejowany stosunek do poznania indukcyjnego J.S. Mill podjął wysiłek opracowania specjalnych metod, których zastosowanie prowadziłoby do zdobycia pewnych sądów na drodze indukcji. Metody te weszły do historii logiki i metodologii nauki pod nazwą kanonów Milla, są to kanony „jednej zgodności”, „jednej różnicy”, „reszty”, „zmian towarzyszących” oraz „zgodności i różnicy”. Tak specyficzna dla klasycznej logiki opozycja między wiedzą indukcyjną i dedukcyjną prowadziła również do nieklasycznego spojrzenia J.S. Milla na nauki hipotetyczno-dedukcyjne. Zgodnie z przyjętym stanowiskiem niemożliwe jest uzasadnienie istnienia twierdzeń pierwotnych, którym przysługuje predykat oczywistości, ponieważ nawet najbardziej intuicyjne prawa matematyczne mają swoje ugruntowanie w doświadczeniu rzeczy jednostkowych.

## Etyka
Swoją teorię moralności rozwinął Mill w książce „Utylitaryzm”, zbliżając się do poglądów Jeremy’ego Benthama. Etyczne poglądy Milla stały się jednym z ideowych źródeł fabianizmu i labouryzmu.

## Poglądy ekonomiczno-polityczne
W filozofii politycznej John Mill był kontynuatorem demokratycznej i liberalnej  myśli w duchu Johna Locke’a. Jego najważniejszym dokonaniem było dostrzeżenie zagrożeń dla demokracji (i ogólnie wolności obywatelskiej) ze strony jej samej.
John Mill, studiując historię rewolucji francuskiej, a także historię funkcjonowania demokracji w USA, dostrzegł, że systemy demokratyczne mają często tendencję do przekształcania się w „dyktaturę większości” . „Dyktatura” taka powoduje blokowanie zmian oraz krystalizowania się i wyrażania odmiennych od większościowych poglądów. Proces ten może następować na dwa sposoby:
- Na drodze politycznej: w sytuacji, gdy w kraju demokratycznym pewna partia zdobywa trwałą i długotrwałą przewagę, ma ona tendencję do monopolizowania władzy przez przejmowanie kontroli nad informacją i obsadzanie kluczowych stanowisk swoimi zwolennikami.
- Na drodze ekonomicznej: przez powstawanie monopolistycznych przedsiębiorstw, które poprzez korupcję i lobbing przejmują „po cichu” faktyczną władzę i zamieniają instytucje przedstawicielskie oraz rząd w struktury fasadowe.

Oba te mechanizmy mogą mieć miejsce jednocześnie.
Widząc te zagrożenia Mill postulował, aby do konstytucji pisanej w duchu Locke’a wprowadzić dodatkowe zapisy gwarantujące podstawowe wolności obywatelskie oraz uniemożliwiające monopolizację władzy. Do tych podstawowych wolności John Stuart Mill zaliczał:
- wolność zgromadzeń, zrzeszania się i tworzenia grup nacisku;
- wolność wygłaszania publicznie swoich poglądów – czyli zakaz cenzury;
- gwarantowanie prawa do bycia „mniejszością” – czyli zakaz prześladowania w jakikolwiek sposób osób o innych niż większość poglądach.

Z kolei jako zabezpieczenia prawne przed monopolizacją władzy Mill proponował:
- proporcjonalne, a nie większościowe wybory do ciał przedstawicielskich;
- stworzenie „niezależnego korpusu urzędniczego” – czyli apolitycznych stanowisk w administracji rządowej, które nie podlegałyby wpływom politycznym; członkowie tego korpusu powinni być wybierani przez konkursy i wykonywać tylko takie polecenia polityków, które są zgodne z prawem oraz alarmować opinię publiczną bądź odmawiać ich wykonywania, jeśli są sprzeczne z prawem;
- prawo antymonopolowe – czyli udzielenie rządowi prawa do rozbijania niebezpiecznych monopoli w gospodarce.

W kwestii ekonomicznej idee J.S. Milla nie są jednoznaczne. Choć wywodził się z tradycji przyjmującej nieograniczony leseferyzm, Mill wielokrotnie staje na stanowisku swego rodzaju interwencjonizmu. Choć zasadniczo opowiada się za gospodarką, w której państwo jako tzw. „nocny stróż”, miałoby za zadanie jedynie tworzyć odpowiedni mikroklimat dla swobodnych inicjatyw gospodarczych, uznaje, że rozwiązanie to, jak wspomniano wyżej, może prowadzić do tworzenia niebezpiecznych monopoli, a co za tym idzie zanegowaniu prawa do swobodnej działalności każdego obywatela. Innymi słowy, J.S. Mill zauważa, że stosowanie zasady laissez-faire w ścisłym tego słowa znaczeniu prowadzi, bądź może prowadzić do zachwiania swobodnej konkurencji.
Niektórzy krytycy Milla zauważali, że środki te są nieskuteczne. Jeśli większość będzie chciała wprowadzić monopol na władzę to będzie mogła go zaprowadzić metodą drobnych zmian. Zatem demokracja funkcjonuje poprawnie tylko w tych krajach, w których większość świadomie rezygnuje z osiągania monopolu w imię samej demokracji.

### Postawa wobec socjalizmu
Główne zastrzeżenie Johna Stuarta Milla wobec socjalizmu dotyczyło, jego zdaniem, zagrożenia, jakie system ten stanowi dla mechanizmu konkurencji:

Chociaż zgadzam się z socjalistami i sympatyzuję z praktyczną częścią ich celów, całkowicie odrzucam najbardziej rzucający się w oczy i gwałtowny aspekt ich nauczania – ich tyrady przeciwko konkurencji.

Choć był zwolennikiem egalitaryzmu, Mill kładł większy nacisk na równość szans i zasadę merytokracji niż na pełne zrównanie społeczne. Uważał, że urzeczywistnienie ideałów socjalistycznych wymaga powszechnego dostępu do edukacji oraz promowania demokracji ekonomicznej w miejsce kapitalizmu – m.in. poprzez zastępowanie przedsiębiorstw kapitalistycznych spółdzielniami pracowniczymi. Pisał:

Forma stowarzyszenia, która — jeśli ludzkość będzie nadal się rozwijać — ostatecznie powinna przeważyć, nie polega na relacji między kapitalistą jako zwierzchnikiem a robotnikami pozbawionymi głosu w zarządzaniu, lecz na stowarzyszeniu samych pracowników na zasadach równości, wspólnie posiadających kapitał, za pomocą którego prowadzą swoją działalność, i pracujących pod kierownictwem menedżerów wybieranych i odwoływanych przez nich samych.

Z czasem Mill przyjął bardziej socjalistyczne poglądy, rozbudowując swoje Zasady ekonomii politycznej o argumenty broniące socjalistycznego podejścia i wspierające wybrane idee socjalistyczne. Opowiadał się za spółdzielczym modelem gospodarki – opartym na przedsiębiorstwach zarządzanych przez pracowników i funkcjonujących w ramach otwartego rynku – w przeciwieństwie do tradycyjnego modelu kapitalistycznego, opartego na relacji płacowo-zatrudnieniowej. Z tego względu bywa uznawany za jednego z prekursorów teorii socjalizmu rynkowego.

## Poparcie dla feminizmu
Mill popierał postulaty ówczesnych sufrażystek i feministek, które domagały się prawa wyborczego dla kobiet . Jego zaangażowanie w te kwestie było związane z wpływem, jaki wywarła na niego Harriet Taylor, działaczka propagująca prawa kobiet i równouprawnienie . W czasie wykonywania mandatu poselskiego (1865–1868) domagał się dla kobiet prawa głosowania w wyborach, był to wówczas bardzo kontrowersyjny i niepopularny postulat . Wpływ poglądów Harriet był znaczący, co Mill podkreślił w swoim dziele On Liberty oraz w napisanej w 1869 wspólnie z żoną książce The Subjection of Women (Poddaństwo kobiet), analizującej przyczyny i konsekwencje podporządkowania kobiet mężczyznom. W tym dziele Mill głosił, że kobiety intelektualnie są równe mężczyznom i przysługują im takie same prawa. Ograniczanie dostępu kobiet do nauki, handlu i pracy zawodowej Mill uznał za nielogiczne i szkodliwe dla społeczeństwa . Uważał, że równe szanse dla kobiet i mężczyzn doprowadziłyby do uwolnienia kreatywności kobiet i poprawiły relacje między płciami .

## Publikacje
Pisarstwo J.S. Milla:

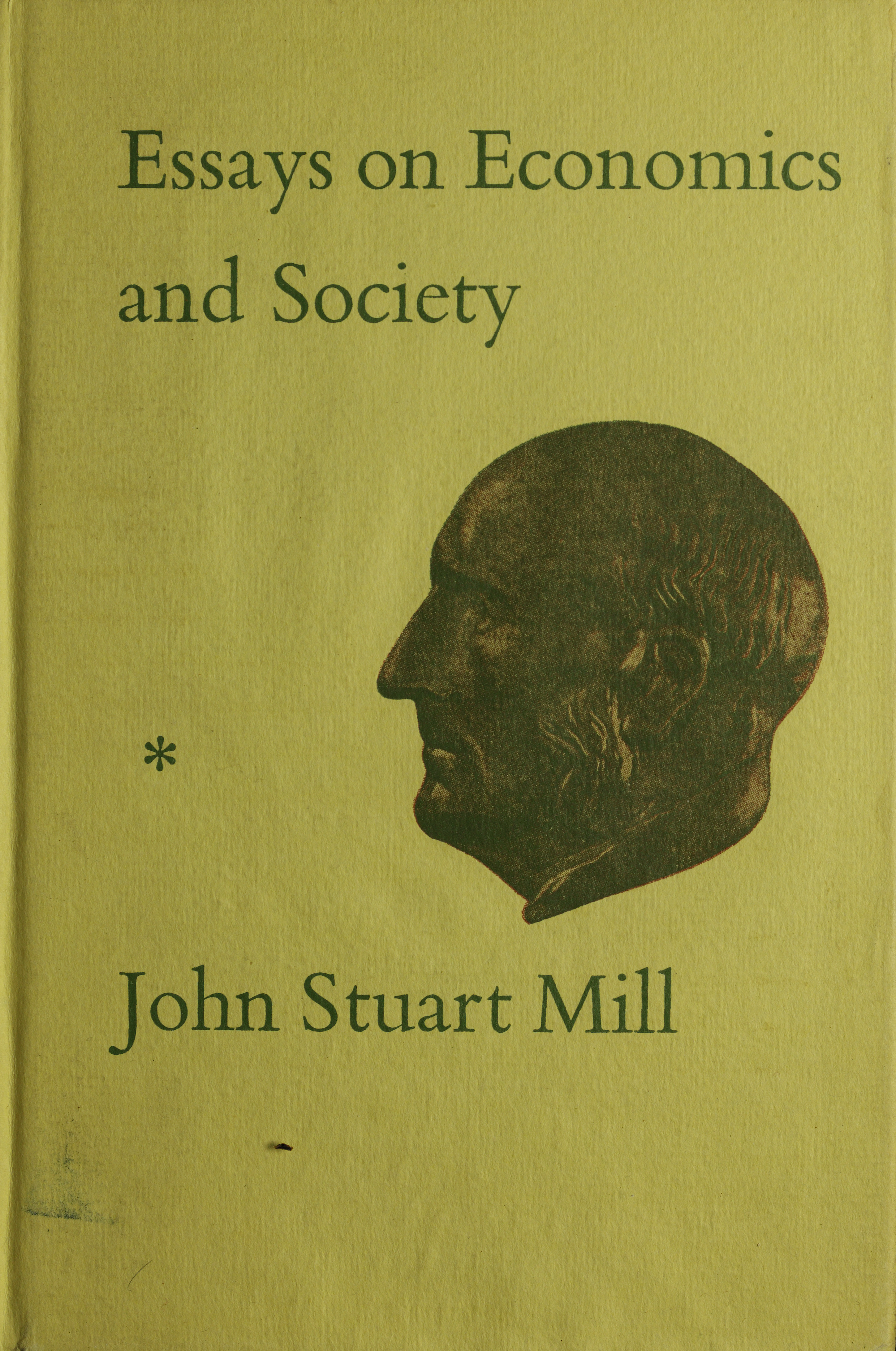
Essays on Economics and Society, 1967

- Mill J.S. Utylitaryzm. O wolności, przeł. Maria Ossowska, Amelia Kurlandzka, Warszawa 2006.
- Mill J.S. System logiki dedukcyjnej i indukcyjnej, przeł. Cz. Znamierowski, Warszawa 1962.
- Mill J.S. Zasady ekonomii politycznej, przeł. E. Taylor, Warszawa 1966.
- Mill J.S. O rządzie reprezentatywnym. Poddaństwo kobiet, przeł. G. Czernicki, Kraków-Warszawa 1995, seria Demokracja. Filozofia i praktyka, ISBN 83-7006-239-3.
- Mill J.S. Autobiografia, Warszawa 1882.

Pozostałe:
- Berlin I. Cztery eseje o wolności, przeł. H. Bartoszewicz, Poznań 2000.
- Bobbio N. Liberalizm i demokracja, przeł. P. Bravo, Kraków 1988.
- Czarnota A. J. S. Mill. Studium z dziejów liberalizmu politycznego, Toruń 1986.
- Gray J. Liberalizm, Kraków 1994.
- Hudzik J. P. Wykłady z filozofii polityki, Lublin 2002.
- Kotarbiński T. Utylitaryzm w etyce Milla i Spencera, Kraków 1915.
- Ludwikowski R. J.S. Mill, Warszawa 1979.
- Rau Z. Liberalizm. Zarys myśli politycznej XIX i XX w., Warszawa 2000.
- Szacki J. John Stuart Mill: wolność i indywidualność, [w:] Antynomie wolności, red. M. Drużkowski, K. Sokół, Warszawa 1956.
- Chmielewski A. Społeczeństwo otwarte czy wspólnota?: filozoficzne i moralne podstawy nowoczesnego liberalizmu oraz jego krytyka we współczesnej filozofii społecznej, Wrocław 2001.